# پائولو ای. نسپولی
پائولو ای. نسپولی (به انگلیسی: Paolo A. Nespoli) فضانورد اهل کشور ایتالیا است که در ۶ آوریل ۱۹۵۷ میلادی در میلان زاده شد. وی در مأموریت اس‌تی‌اس-۱۲۰، سایوز تی‌ام‌ای-۲۰، اکسپدییشن ۲۶، ۲۷ حضور داشته است.

## مسن‌ترین فضانورد اروپایی
پائولو نسپولی، فضانورد شصت ساله ایتالیایی به همراه دو فضانورد آمریکایی، روسی روز جمعه ۲۸ ژوئیه ۲۰۱۷ از پایگاه بایکونور قزاقستان راهی ایستگاه فضایی بین‌المللی شد. پائولو در آغاز این سفر فرازمینی خود، عنوان مسن‌ترین فضانورد اروپایی را از آن خود کرد.
هدف از این سفر پائولو و دو فضانورد دیگر کمک به طرح‌های تحقیقاتی و پزشکی در آزمایشگاه فضایی یکصد میلیارد دلاری شناور در مدار زمین است.

## گفته‌های پائولو
پائولو پیش از آغاز سفر ۲۸ ژوئیه خود گفت: «هر روز از خودم این سؤال خنده دار را می‌پرسم که وقتی بزرگ شوم می‌خواهم چه کاری بکنم. اینطوری هم احساس جوانی می‌کنم و هم فعالیتم را ادامه می‌دهم.» او اضافه کرد: «در آخر کار، تنها حس موفقیت کافی نیست. کارهای زیادی است که دوست دارم انجام بدهم مثلاً گواهی خلبانی دارم اما یکی از رویاهایم این است که بتوانم هلیکوپتر را خلبانی کنم اما برای این کار گواهی لازم است. سعی خود را کرده‌ام اما برای این کار یکی دو ماه وقت لازم است و من در هفت هشت سال پیش این فرصت را پیدا نکردم.»